# سوسومو هیراساوا
سوسومو هیراساوا (انگلیسی: Susumu Hirasawa؛ زادهٔ ۲ آوریل ۱۹۵۴) موسیقی‌دان اهل ژاپن است. وی از سال ۱۹۷۲ میلادی تاکنون مشغول فعالیت بوده‌است.